# Nagysáp
Nagysáp is een plaats (község) en gemeente in het Hongaarse comitaat Komárom-Esztergom. Nagysáp telt 1611 inwoners (2001).